# After Midnight (chanson de JJ Cale)
Pour les articles homonymes, voir After Midnight.
After Midnight est une chanson écrite en 1966 par JJ Cale et qui a ensuite été reprise avec succès par Eric Clapton en 1970.

## Influence sur la carrière de JJ Cale
After Midnight a été d'une certaine façon le catalyseur de la carrière musicale de JJ Cale, grâce à la reprise effectuée par Eric Clapton dont il n'apprend l'existence que quand elle devient un succès de diffusion sur les radio en 1970. JJ Cale a expliqué au magazine Mojo : au moment où j'ai entendu la reprise à la radio, « j'étais fauché, ne gagnant pas assez d'argent pour manger et je n'étais plus un jeune homme. J'avais la trentaine et j'ai donc été très content. C'était bien de pouvoir gagner un peu d'argent ». Audie Ashworth, amie et productrice de JJ Cale, l'encourage alors à capitaliser sur le succès de cette reprise pour enregistrer un album, Naturally, sorti en 1972 et dont le single atteint la 42e place au Billboard Hot 100 la même année.

## Reprises par Eric Clapton
Quand Eric Clapton travaille avec Delaney & Bonnie Bramlett, Delaney Bramlett lui fait découvrir la musique de JJ Cale. After Midnight est la première des reprises de JJ Cale par Clapton et figure sur son premier album solo, Eric Clapton, qui atteint la 18e place des charts à la fin de l'année 1970. Les musiciens de cette version sont : Clapton au chant et à la guitare principale, Bobby Whitlock à l'orgue et aux chants, Jim Gordon à la batterie, Delaney Bramlett à la guitare rythmique, Carl Radle à la basse, Leon Russell au piano, Jim Price à la trompette et Bobby Keys au saxophone.
En 1987, Clapton ré-enregistre la chanson pour une publicité de la bière Michelob ; cette version atteint la 4e place au Billboard Mainstream Rock airplay chart.
En 1995, la version d'After Midnight par Eric Clapton est sélectionnée par le Rock and Roll Hall of Fame comme l'une des « 500 chansons qui ont façonné le rock 'n' roll ».

## Autres reprises
La chanson a été également reprise par Chet Atkins, The Shirelles, le Jerry García Band, Pretty Lights, Phish, Sérgio Mendes, Maggie Bell, Marc Cohn et Danny Elfman. Elle a été enregistrée sous le titre Let It All Hang Out par le groupe de reggae The Pioneers sur l'album Yeah (1971, Trojan Records).
Jerry Garcia en a proposé des reprises, jouées sur scène à divers moments de sa carrière; les versions officiellement publiées couvrent la période comprise entre 1973 et 1980.
En 1978, elle est adaptée en français (Après minuit) par Eddy Mitchell pour son album du même titre, avec J.J. Cale venu lui-même prêter main-forte à la guitare.